# (3120) Dangrania
(3120) Dangrania (1979 RZ) – planetoida z grupy pasa głównego asteroid okrążająca Słońce w ciągu 5,27 lat w średniej odległości 3,03 j.a. Odkryta 14 września 1979 roku.